# Senecio ovatus
Il senecione di Fuchs (nome scientifico Senecio ovatus (G. Gaertn. & Al.) Willd., 1803) è una specie di pianta angiosperma dicotiledone della famiglia delle Asteraceae (sottofamiglia Asteroideae).

## Etimologia
Il nome generico (Senecio) deriva dal latino senex che significa “vecchio uomo” e fa riferimento al ciuffo di peli bianchi (pappo) che sormonta gli acheni, che ricorda la chioma di un vecchio.  L'epiteto specifico (ovatus) fa riferimento al suo habitus (foglie o altre parti dalla forma simile). Il nome comune (di Fuchs) è in onore del medico e botanico tedesco di Tubinga vissuto tra il 1501 e il 1565.
Il nome scientifico (Senecio ovatus) è stato proposto inizialmente dal botanico tedesco Gottfried Gaertner (1754 - 1825) insieme ad altri studiosi (Bernhard Meyer e Johannes Scherbius) e successivamente perfezionato dal botanico, farmacista e micologo tedesco Carl Ludwig Willdenow (1765 -1812) nella pubblicazione ”Species Plantarum. Editio Quarta. Berolini” del 1803.

## Descrizione

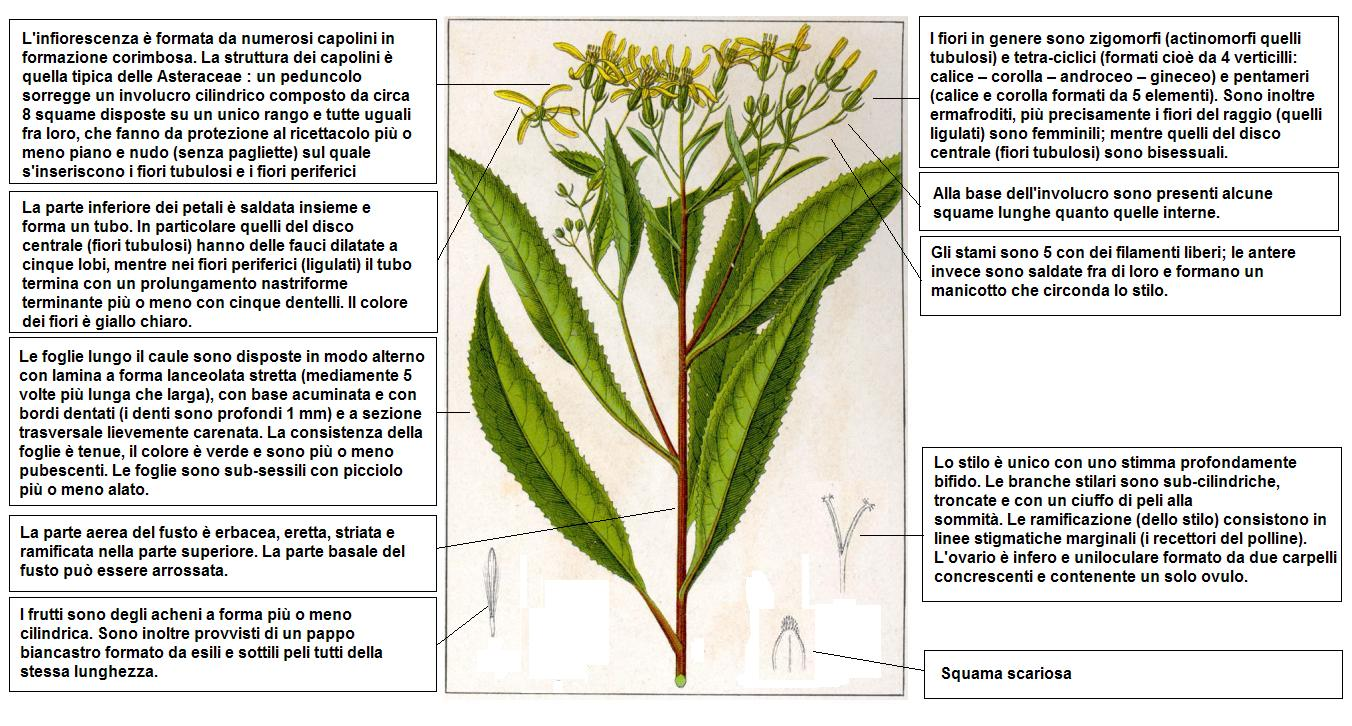
Descrizione delle parti della pianta

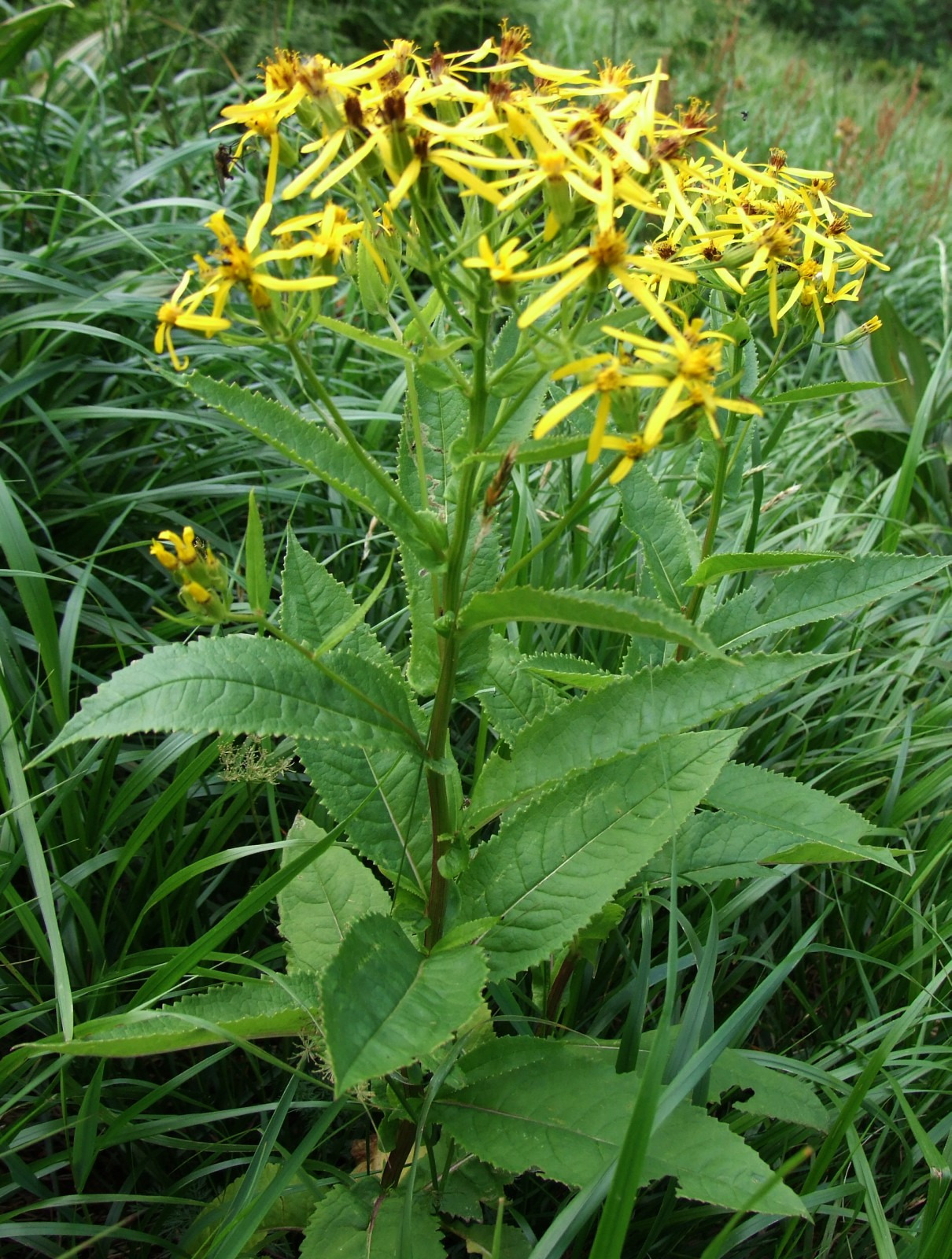
Portamento

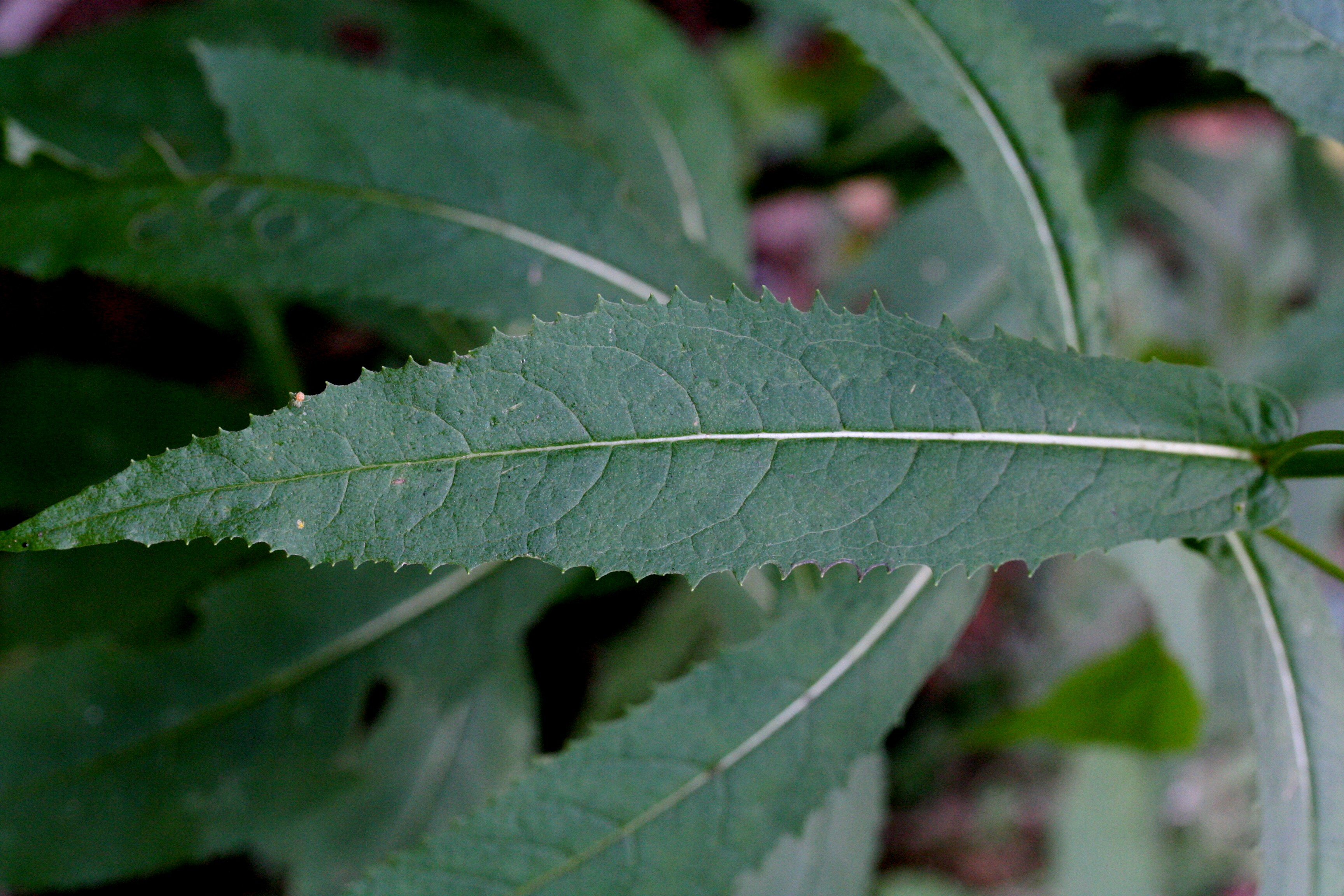
La foglia

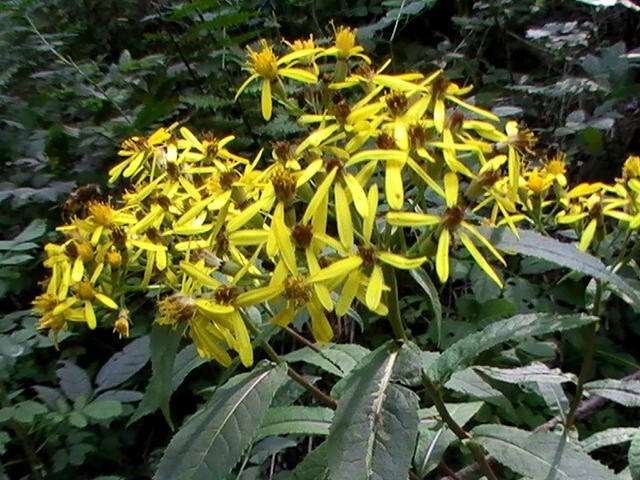
Infiorescenza

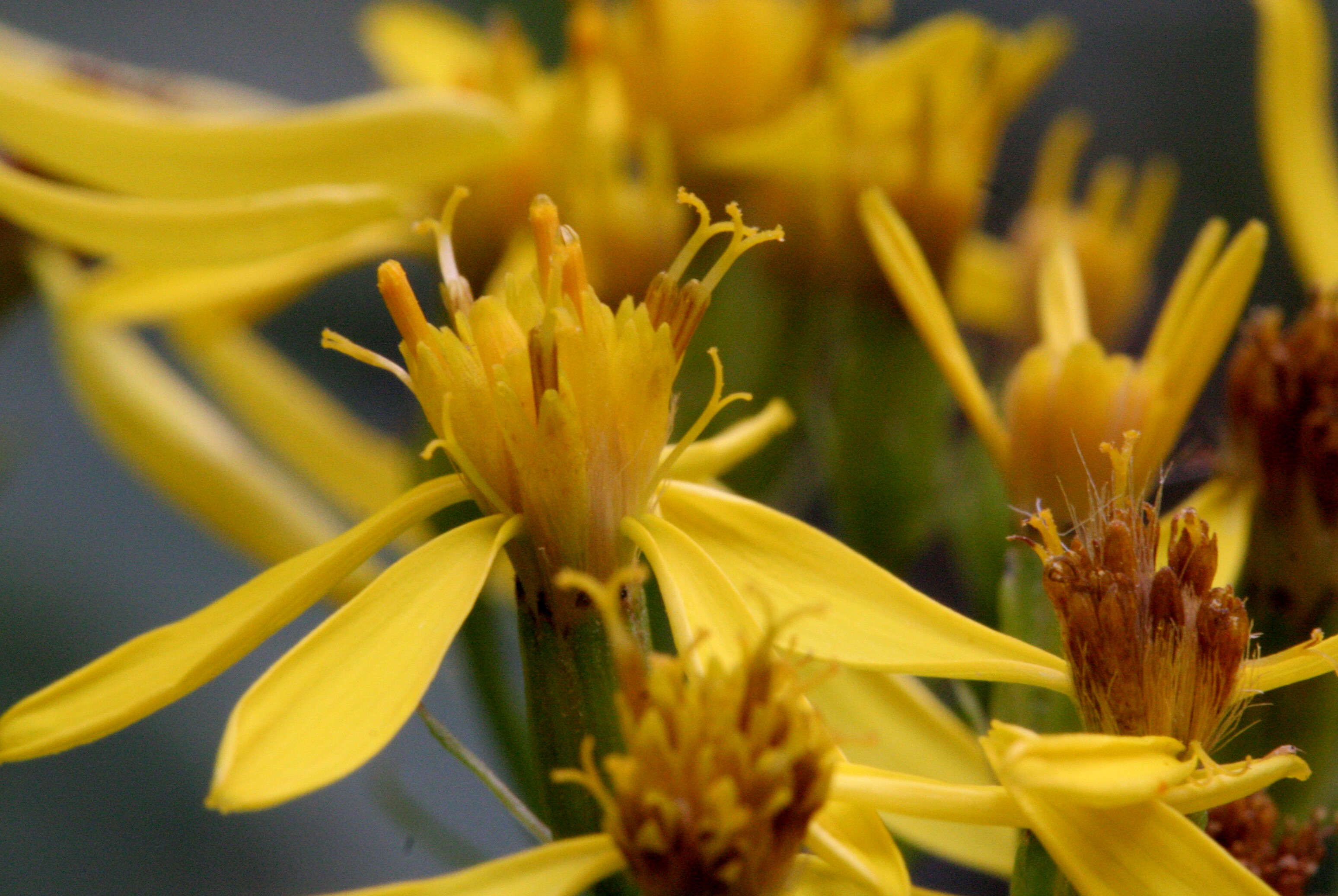
Il capolino

Habitus. L'altezza di queste piante varia da 10 a 15 dm. La forma biologica è emicriptofita scaposa (H scap), ossia sono piante perenni, con gemme svernanti al livello del suolo e protette dalla lettiera o dalla neve, dotate di un asse fiorale eretto e spesso privo di foglie. Queste piante possiedono al loro interno delle sostanze chimiche quali i lattoni sesquiterpenici e gli alcaloidi pirrolizidinici.
Radici. Le radici sono secondarie da rizoma.
Fusto. 
- Parte ipogea: la parte sotterranea è un rizoma. Talvolta può essere stolonifera.
- Parte epigea: la parte aerea del fusto è erbacea, eretta (a portamento un po' zigzagante), striata e ramificata nella parte superiore. La parte basale del fusto può essere arrossata e glabra (mentre può essere pubescente in alto).

Foglie. Le foglie lungo il caule sono disposte in modo alterno con lamina a forma lanceolata stretta (mediamente 5 - 7 volte più lunga che larga), con base acuminata e con bordi dentati (i denti sono profondi 1 mm) e a sezione trasversale lievemente carenata. La consistenza della foglie è tenue, il colore è verde e sono più o meno pubescenti. Le foglie sono sub-sessili con picciolo più o meno alato. Dimensioni delle foglie: larghezza 1,5 – 3 cm; lunghezza 6 – 15 cm.
Infiorescenza. Le sinflorescenze sono composte da più capolini organizzati in formazioni corimbose. La struttura dei capolini è quella tipica delle Asteraceae: un peduncolo sorregge un involucro cilindrico composto da circa 8 brattee disposte su un unico rango e tutte uguali fra loro, che fanno da protezione al ricettacolo più o meno piano e nudo (senza pagliette) sul quale s'inseriscono i fiori periferici (ligulati) da 5 a 6 e i fiori tubulosi molti di più (8 - 14). Alla base dell'involucro sono presenti alcune brattee (5 - 6) più o meno simili quelle interne (calice basale esterno). Diametro del capolino: 20 – 40 mm.
Fiori.  I fiori sono tetra-ciclici (formati cioè da 4 verticilli: calice – corolla – androceo – gineceo) e pentameri (calice e corolla formati da 5 elementi). Sono inoltre ermafroditi, più precisamente i fiori del raggio (quelli ligulati e zigomorfi) sono femminili; mentre quelli del disco centrale (tubulosi e actinomorfi) sono bisessuali o a volte funzionalmente maschili.
- Formula fiorale:

*/x K {\displaystyle \infty }, [C (5), A (5)], G 2 (infero), achenio
- Calice: i sepali del calice sono ridotti ad una coroncina di squame.
- Corolla: nella parte inferiore i petali della corolla sono saldati insieme e formano un tubo. In particolare le corolle dei fiori del disco centrale (tubulosi) terminano con delle fauci dilatate a raggiera con cinque lobi. Nella corolla dei fiori periferici (ligulati) il tubo si trasforma in un prolungamento ligulato, terminante più o meno con cinque dentelli. Il colore delle corolle di norma è giallo chiaro.
- Androceo: gli stami sono 5 con dei filamenti liberi. La parte basale del collare dei filamenti può essere dilatata. Le antere invece sono saldate fra di loro e formano un manicotto che circonda lo stilo. Le antere normalmente sono senza coda ("ecaudate"). La struttura delle antere è di tipo tetrasporangiato, raramente sono bisporangiate. Il tessuto endoteciale è radiale o polarizzato. Il polline è tricolporato (tipo "helianthoid").[16]
- Gineceo: lo stilo è biforcato con due stigmi nella parte apicale. Le branche stilari sono sub-cilindriche, troncate e con un ciuffo di peli alla sommità.[14] Le ramificazione (dello stilo) consistono in linee stigmatiche marginali (i recettori del polline) e separate. L'ovario è infero uniloculare formato da 2 carpelli.
- Antesi:  da giugno a agosto (settembre).

Frutti. I frutti sono degli acheni con pappo. La forma degli acheni è più o meno affusolata. La superficie è percorsa da alcune coste longitudinali con ispessimenti marginali, e può essere glabra o talvolta pubescente. Non sempre il carpoforo è distinguibile. Il pappo, persistente o caduco, è formato da numerose setole snelle, bianche (lisce o barbate) e tutte della stessa lunghezza; le setole possono inoltre essere connate alla base. Dimensione dell'achenio:3 – 5 mm; lunghezza del pappo: 10 mm.

## Biologia
Impollinazione: l'impollinazione avviene tramite insetti (impollinazione entomogama tramite farfalle diurne e notturne).

Riproduzione: la fecondazione avviene fondamentalmente tramite l'impollinazione dei fiori (vedi sopra).

Dispersione: i semi (gli acheni) cadendo a terra sono successivamente dispersi soprattutto da insetti tipo formiche (disseminazione mirmecoria). In questo tipo di piante avviene anche un altro tipo di dispersione: zoocoria. Infatti gli uncini delle brattee dell'involucro (se presenti) si agganciano ai peli degli animali di passaggio disperdendo così anche su lunghe distanze i semi della pianta. Inoltre per merito del pappo il vento può trasportare i semi anche a distanza di alcuni chilometri (disseminazione anemocora).

## Distribuzione e habitat
Geoelemento: il tipo corologico (area di origine) è  Centro-Europeo.

Distribuzione: in Italia questa specie è abbastanza comune e si trova al Nord e al Centro. Fuori dall'Italia si trova in Europa centrale.

Habitat: l'habitat tipico sono le faggete e le radure boschive umide.

Distribuzione altitudinale: sui rilievi queste piante si possono trovare da 300 fino a 2.000 m s.l.m..

## Tassonomia
La famiglia di appartenenza di questa voce (Asteraceae o Compositae, nomen conservandum) probabilmente originaria del Sud America, è la più numerosa del mondo vegetale, comprende oltre 23.000 specie distribuite su 1.535 generi, oppure 22.750 specie e 1.530 generi secondo altre fonti (una delle checklist più aggiornata elenca fino a 1.679 generi). La famiglia attualmente (2021) è divisa in 16 sottofamiglie; la sottofamiglia Asteroideae è una di queste e rappresenta l'evoluzione più recente di tutta la famiglia.

### Filogenesi
Il genere di questa voce appartiene alla sottotribù Senecioninae della tribù Senecioneae (una delle 21 tribù della sottofamiglia Asteroideae). La struttura della sottotribù è molto complessa e articolata (è la più numerosa della tribù con oltre 1.200 specie distribuite su un centinaio di generi) e al suo interno sono raccolti molti sottogruppi caratteristici le cui analisi sono ancora da completare. Il genere di questa voce è il principale della sottotribù con quasi 1500 specie. Nell'ambito della filogenesi delle Senecioninae Senecio è polifiletico e molti sue specie sono attualmente "sparse" tra gli oltre 100 generi della sottotribù. Senecio s.str. è posizionato più o meno alla base della sottotribù  (è uno dei primi generi che si sono separati).
La specie di questa voce è inclusa nell'"Aggregato di Senecio nemorensis". Questo gruppo è caratterizzato da cicli biologici perenni, da superfici con brevi ghiandole (subsessili), da radici fascicolate e stolonifere, da sinflorescenze con numerosi capolini e con calice basale dell'involucro (quello esterno) decisamente differenziato da quello interno (le brattee basali sono divergenti o patenti). Composizione dell'aggregato (nell'ambito della flora spontanea italiana): Senecio nemorensis, Senecio hercynicus, Senecio ovatus e Senecio cacaliaster.
La specie  S. ovatus è individuata dai seguenti caratteri specifici:
- le foglie sono 5 - 7 volte più lunghe che larghe;
- le foglie superiori sono più o meno simili a quelle basali;
- le brattee esterne (da 5 a 6) sono più brevi di quelle interne (più o meno la metà).

Il numero cromosomico della specie è 2n = 40.

### Variabilità
Sul territorio italiano sono state riconosciute tre sottospecie qui sotto brevemente descritte.

#### Subsp.alpestris

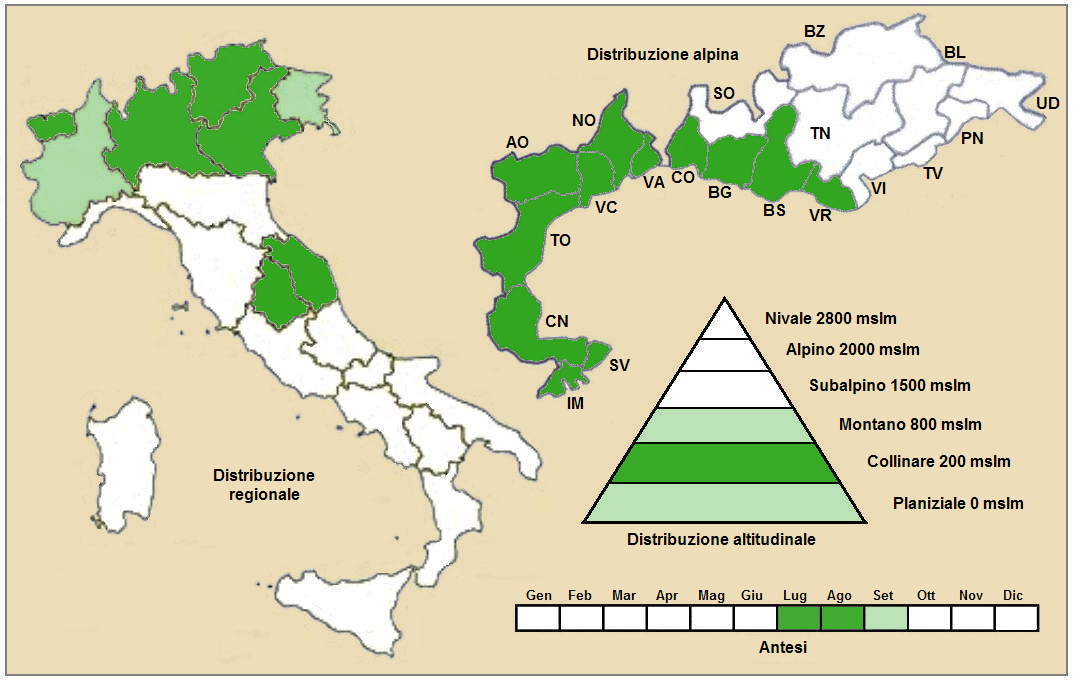
Distribuzione della sottospecie alpestris
(Distribuzione regionale – Distribuzione alpina)

- Nome scientifico: Senecio ovatus (G. Gaertn. & Al.) Willd. alpestris (Gaudin) Herborg, 1987.
- Nome comune: Senecio alpestre.
- Basionimo: Senecio alpestris Gaudin (1829).
- Descrizione: i rizomi sono striscianti e stoloniferi; si differenzia per un numero minore di fiori ligulati (mediamente 1 - 3, oppure sono assenti); i fiori tubulosi sono 11 - 17.
- Geoelemento: il tipo corologico (area di origine) è Orofita Europeo.
- Distribuzione: questa sottospecie si trova nelle Alpi occidentali e nell'Appennino centrale (Marche e Umbria). Oltre confine (sempre nelle Alpi) si trova in Francia e Svizzera. Sugli altri rilievi europei si trova nella Foresta Nera, Vosgi, Massiccio del Giura e Massiccio Centrale. Si trova anche in Inghilterra.
- Habitat: l'habitat tipico sono i tagli forestali, le strade boschive, le zone incendiate, i margini erbacei, i megaforbieti e i popolamenti a felci. Il substrato preferito è sia calcareo che siliceo con pH neutro, alti valori nutrizionali del terreno che deve essere mediamente umido.
- Distribuzione altitudinale: questa entità frequenta i seguenti piani vegetazionali: quello montano e in parte quello subalpino e collinare.
- Fitosociologia (areale alpino): dal punto di vista fitosociologico alpino la sottospecie di questa voce appartiene alla seguente comunità vegetale:

Formazione: comunità delle macro- e megaforbie terrestri
Classe: Epilobietea angustifolii
Ordine: Atropetalia bella-donae

#### Subsp.ovatus

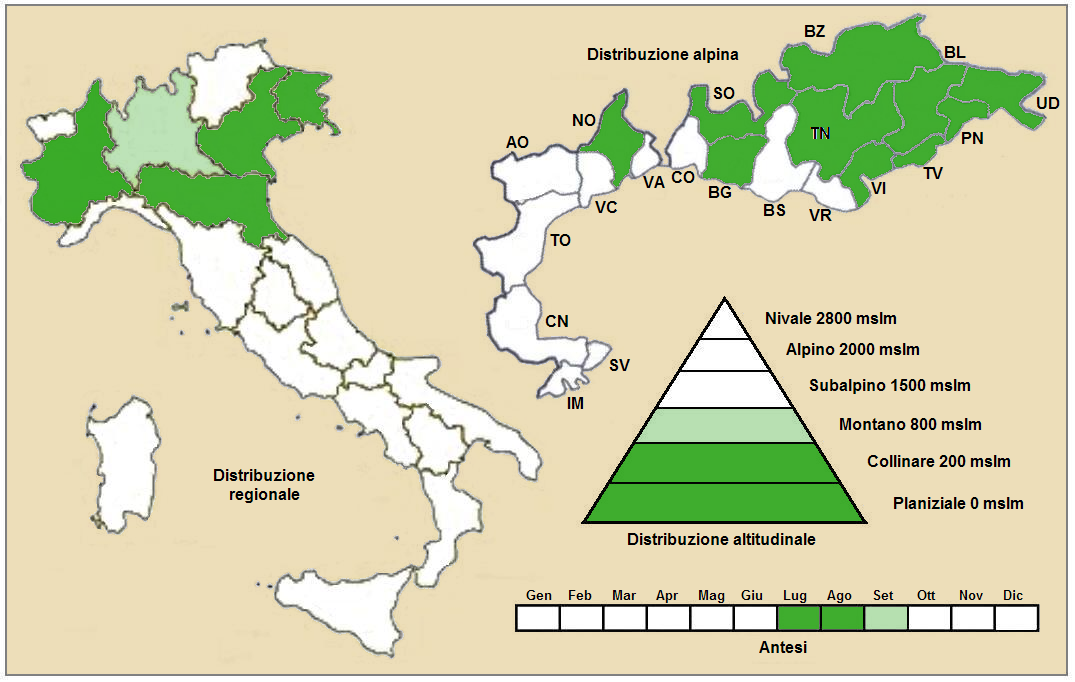
Distribuzione della sottospecie ovatus
(Distribuzione regionale – Distribuzione alpina)

- Nome scientifico: Senecio ovatus (G. Gaertn. & Al.) Willd. ovatus.
- Nome comune: Senecio ovato.
- Basionimo: Jacobaea ovata G. Gaertn. & Al. (1801)
- Descrizione: le radici sono fascicolate senza stoloni; la parte inferiore del fusto è ricoperta da ghiandole sessili; le foglie sono sottili e picciolate; i fiori ligulati sono da 5 a 8 per capolino (quelli tubulosi sono 8 - 12).
- Geoelemento: il tipo corologico (area di origine) è Centro Europeo.
- Distribuzione: questa sottospecie si trova nelle Alpi orientali in Austria e in Slovenia. Sugli altri rilievi europei si trova nella Foresta Nera, Vosgi, Massiccio del Giura, Alpi Dinariche, Monti Balcani e Carpazi.
- Habitat: l'habitat tipico sono i tagli forestali, le strade boschive, le zone incendiate, i margini erbacei, i megaforbieti, i popolamenti a felci e i boschi a faggete e abetine. Il substrato preferito è sia calcareo che siliceo con pH neutro, alti valori nutrizionali del terreno che deve essere mediamente umido.
- Distribuzione altitudinale: questa entità frequenta i seguenti piani vegetazionali: quello montano e collinare e in parte quello subalpino.
- Fitosociologia (areale alpino): dal punto di vista fitosociologico alpino la sottospecie di questa voce appartiene alla seguente comunità vegetale:

Formazione: comunità delle macro- e megaforbie terrestri
Classe: Epilobietea angustifolii
Ordine: Atropetalia bella-donae
- Fitosociologia (areale italiano): per l'areale completo italiano Senecio ovatus appartiene alla seguente comunità vegetale:

Macrotipologia:  vegetazione erbacea sinantropica, ruderale e megaforbieti.
Classe: Epilobietea angustifolii
Ordine: Atropetalia belladonnae
Alleanza: Atropion belladonnae
Descrizione: l'alleanza Atropion belladonnae è relativa alle comunità di megaforbie mesofile delle radure delle foreste decidue (comunità che si sviluppano nelle zone marginali e lungo i margini dei sentieri), su suoli calcarei o neutrofili ed eutrofici (ben nitrificati e ricchi di materiale organico). La distribuzione dell'alleanza è atlantico-centroeuropea e alpino-caucasica. La struttura della vegetazione è soprattutto di tipo erbaceo perenne con macrofite (piante superiori) di grossa taglia. La composizione floristica di questa alleanza comprende Arctium nemorosum, Atropa belladonna, Bromus ramosus, Hypericum hirsutum, Senecio ovatus, Verbascum nigrum.
Altre alleanze e associazioni per questa specie sono:
- Petasition officinalis
- Galio odorati-Fagion sylvaticae

#### Subsp.stabianus
- Nome scientifico: Senecio ovatus (G. Gaertn. & Al.) Willd. stabianus (Lacaita) Greuter, 2003
- Descrizione: i rizomi sono striscianti e stoloniferi; i fusti (e le foglie) sono ricoperti da peli ghiandolari; le brattee dell'involucro hanno delle forme oblanceolate con apici ottusi; i fiori ligulati sono 1 - 3 (talvolta sono assenti); i fiori tubulosi sono 11 - 17;
- Geoelemento: il tipo corologico (area di origine) è Endemico.
- Distribuzione: questa sottospecie è rara e si trova negli Appennini fino in Calabria.

- Fitosociologia (areale italiano): per l'areale completo italiano Senecio ovatus appartiene alla seguente comunità vegetale:

Macrotipologia: vegetazione forestale e preforestale
Classe: Querco roboris-Fagetea sylvaticae Br.-Bl. & Vlieger in Vlieger, 1937
Ordine: Fagetalia sylvaticae Pawłowski in Pawłowski, Sokołowski & Wallisch, 1928
Alleanza: Geranio versicoloris-Fagion sylvaticae Gentile, 1970
Descrizione. L'alleanza Geranio versicoloris-Fagion sylvaticae è relativa alle associazioni di faggete endemiche dell’Appennino meridionale e della Sicilia (e in parte dell’Appennino centrale). Queste associazioni occupano le stazioni più calde ed aride del piano bioclimatico supratemperato. Le faggete interessate sono quelle neutro-basifile dei substrati prevalentemente calcarei, quelle subacidofile, quelle basifile dei substrati calcarei e quelle acidofile dei substrati flyschoidi.

### Sinonimi
Sono elencati alcuni sinonimi per questa entità:
- Sinonimi per la specie:

- Jacobaea ovata G.Gaertn., B.Mey. & Scherb. 
- Senecio nemophilus  Dumort. 
- Senecio nemophilus var. ovatus  (G.Gaertn., B.Mey. & Scherb.) Dumort. 
- Senecio sarracenicus var. latifolius  Lej. 

- Sinonimi per la subsp alpestris:

- Senecio alpestris Gaudin  
- Senecio alpestris var. sessilifolius  Gaudin  

- Sinonimi per la subsp ovatus:

- Senecio commutatus var. ovatus  (P.Gaertn., B.Mey. & Scherb.) Spenn.
- Senecio fluviatilis subsp. fuchsii  (C.C.Gmel.) Stoj. & Stef. 
- Senecio fuchsii  C.C.Gmel.
- Senecio fuchsii var. ovatus  (P.Gaertn., B.Mey. & Scherb.) DC. 
- Senecio nemorensis subsp. fuchsii  (C.C.Gmel.) Ces.
- Senecio salicifolius  Wallr. 
- Senecio sarracenicus  C.C.Gmel.
- Senecio sarracenicus subsp. fuchsii  (C.C.Gmel.) Bonnier 
- Senecio subserratifolius var. angustifolius  (Spenn.) St.-Lag. 
- Senecio sylvaticus  Nestl. ex DC. 

- Sinonimi per la subsp stabianus:

- Senecio stabianus  Lacaita 
- Senecio nemorensis subsp. stabianus  (Lacaita) Pignatti

### Specie simili
La caratteristica più evidente della specie di questa voce è la scarsità dei ligulati del capolino. Altre specie di Senecio si presentano con questa caratteristica più o meno marcata come il Senecio sylvaticus (si differenzia per le foglie ridotte ad una lamina di 3-4 mm attorno alla nervatura centrale) o il Senecio vulgaris (anche questa specie si presenta con foglie fortemente lobate e strette). Le differenze morfologiche sono invece meno marcate tra le specie appartenenti all'"Aggregato di Senecio nemorensis":
- Senecio nemorensis subsp. jacquinianus: le foglie sono circa 3 volte più lunghe che larghe; i fiori ligulati sono da 4 a 8;
- Senecio ovatus: le foglie sono circa 5 volte più lunghe che larghe; i fiori ligulati sono da 4 a 8;
- Senecio cacaliaster: le foglie sono circa 5 volte più lunghe che larghe; i fiori ligulati sono da 0 a 3;
- Senecio hercynicus sono da 3 a 5 volte più lunghe che larghe con una media di 5 - 7 fiori ligulati per capolino.